# Jesse Stone: Totgeschwiegen
Jesse Stone: Totgeschwiegen ist die dritte Episode der Fernsehfilmreihe Jesse Stone. Sie lief 2006 zum ersten Mal in den USA und 2009 erstmals in Deutschland. Die dem Originaltitel gleichnamige Buchvorlage erschien 2001.

## Handlung
In der Kleinstadt Paradise wird die Leiche eines Mädchens gefunden. Der Fall wird von Jesse Stone übernommen, dem alkoholkranken und unter seiner Scheidung leidenden Polizeichef von Paradise. Nach der Autopsie ist klar, dass das ermordete Mädchen etwa 14 Jahre alt war. Stone besucht die örtliche Schule, wo die Rektorin Lilly Summers die Leiche identifiziert, demnach hieß das Mädchen Billy Bishop.
Stones erster Hauptverdächtiger ist Hooker Royce, der mit der Toten einige Male ausgegangen war, bald fokussiert er seine Ermittlungen jedoch auf Norman Shaw, einen erwachsenen Mann, der Gerüchten zufolge eine sexuelle Vorliebe für junge Mädchen hat. Nachdem Shaws anfängliches Alibi von Leo Finn zurückgenommen ist, wird er verhaftet. Es stellt sich heraus, dass Billy mit Shaw als Vater schwanger war.
Zudem kommt es bei einem Ladenüberfall zu einer Schießerei, bei der einer von Stones Polizisten, Luther, angeschossen wird. Er überlebt und liegt fortan im Koma.
Trotz der eindeutigen Beweise bemerkt Stone, dass Shaw als Segler Billys Körper professioneller zusammengeknotet hätte. Bei einem letzten Treffen mit Leo Finn stellt sich heraus, dass Finn der Mörder Billys war und die Situation so hat aussehen lassen, dass Shaw verdächtigt werden würde. Finn wird von seinem Bodyguard, der eigentlich auf Stone gezielt hatte, getötet, worauf Stone ihn erschießt.
In der Schlussszene liest Jesse dem im Spital im Koma liegenden Luther aus der Biografie von Harry „Suitcase“ Simpson vor.

## Ausstrahlung
Die Original-Erstausstrahlung des Fernsehfilms erfolgte am 30. April 2006 auf dem amerikanischen Fernsehsender CBS. Im deutschen Fernsehen war der Film erstmals am 8. Januar 2009 im ZDF zu sehen.

## Hintergrund
Der Film spielt in der fiktiven Stadt Paradise, Massachusetts. Gedreht wurde stattdessen in Halifax in Kanada.

## Rezeption
„Weiterer Krimi als Teil einer Fernsehserie nach Robert B. Parker, die von einem überzeugenden Hauptdarsteller getragen wird. Im Gegensatz zu den Vorgängern ist hier die Spannungs- und Temposchraube merklich angezogen.“

- TV Spielfilm beschreibt den Film als „konservativ“ sowie als „unspektakulär, aber geradlinig und gut“.[3]
- Ein großes Lob bekommt Selleck auch von Kino.de, das über den Film urteilt: „Gepflegter Zeitvertreib für Thrillerfreunde.“[4]